# شهرستان قوکاسیان
شهرستان قوکاسیان (ارمنی: Ղուկասյանի շրջան) یکی از سی و هفت شهرستان در تقسیم‌بندی جمهوری شوروی سوسیالیستی ارمنستان بود. مرکز این شهرستان قوکاسیان بود. طبق سرشماری سال ۱۹۸۷ میلادی جمعیت آن بالغ بر ۹٬۸۰۰ تن و مساحت آن ۵۴۷ کیلومتر مربع بود. 

## مناطق مسکونی
- آرپنی
- باشگیوغ
- باورا
- Գետիկ - այժմ գոյություն չունի
- گوگهوویت
- زویگاغبیور
- تاوشوت
- توروسگیوغ
- لرناگیوغ
- کارمراوان
- کاکاواسار
- کراسار
- هارتاشن
- دزوراشن
- غازانچی
- متس سپاسار
- موسایلیان
- ساراگیوغ
- ساراپات
- سالوت
- سیزاوت
- وارداغبیور
- تسوغامارگ
- پوکر ساریار
- پوکر سپاسار